# 金惠乡
金惠乡是中国陕西省渭南市华县下辖的一个乡。

## 行政区划
金惠乡下辖以下行政区：
李岩村、寺王村、杜源村、兴国村、北耐村、毛沟村、下李村、薛马村、雷西村、马峪村、崔马村、韩凹村、汤坊村